# Ланча Гамма 20КС
Ланча Гамма 20КС е третият произведен автомобил от италианския производител Ланча.

## История
Ланча Гамма 20КС е автомобил, който е произведен по нова конструкция и има промени спрямо предшествениците си Ланча Алфа и Ланча Бета. Този автомобил е един от първите революционни автомобили в техническо отношение. Спортната версия на автомобила го прави ljf,rsj спортен автомобил на марката след Ланча Алфа Спорт. Самият Винченцо Ланча е работил върху автомобила и е бил горд наследник на предните 2 модела. Разработена е нова конструкция на хордовата част като Винченцо е имал желание моделите му да участват освен в регионални състезания и в престижни международни форуми. Моделът е бил под кодовото название Типо 55. Спортното купе с 2 места има удължено междуосие печели няколко състезания в Италия и Франция. Спортната му версия е наречена Корса.

## Технически характеристики
- двигател 4 цилиндров – 50 конски сили
- 1500 оборота за минута
- 3455 кубични сантиметра на двигателя
- дължина 3770 сантиметра
- ширина 1670 сантиметра
- тегло 845 килограма

## Производство
От 1910 до 1911 са произведени 258 броя.